# Wachera Piyapattra
Wachera Piyapattra, född 20 september 1960, är en thailändsk bågskytt. Han deltog vid olympiska sommarspelen 1984.